# Augustin Laurent
Pour les articles homonymes, voir Laurent.
Augustin Laurent , né le 9 septembre 1896 à Wahagnies, décédé le 1er octobre 1990 à Wasquehal, est un homme politique socialiste français, ancien ministre, grand résistant, créateur du réseau de résistance France au combat avec Eugène Thomas.

## Biographie

### Jeunesse et parcours professionnel
Il naît le 9 septembre 1896, et est inscrit à l’état civil sous le nom de sa mère. Il n'est légitimé qu'au retour du service militaire de son père, Arthur Laurent. Il est petit-fils d’un maçon déjà gagné à la cause socialiste du côté maternel, et est petit-fils et fils de mineur de Wahagnies du côté paternel.
Son père est maire de Wahagnies. Son frère, Marceau Laurent, est maire de Wahagnies après la Seconde guerre mondiale.
Il effectue des études élémentaires jusqu’au certificat d'études primaires, avec mention.
Il exerce des petits métiers successifs avant de descendre au fond de la mine de quatorze à dix-huit ans. Il adhère à la Section française de l'Internationale ouvrière (SFIO) en 1912.
En 1914, au début de la Première Guerre mondiale, il s'engage dès ses 18 ans et combat pendant quarante-six mois sur le front.
Au congrès de Tours de 1920 il s'oppose à l’adhésion à la Troisième Internationale, et reste donc à la SFIO.

### Parcours politique
Repéré par les dirigeants de la fédération du Nord du parti socialiste, il occupe, à partir de 1925, le poste de secrétaire administratif de cette dernière. À la suite du décès de Roger Salengro, il en devient le secrétaire général adjoint en 1936.
En 1931 il est élu conseiller général, puis député du Nord de la IIIe en 1936. Il propose une loi  tendant à la création d'un conseil de prud'hommes dans tous les chefs-lieux de canton.
Il est absent le jour du vote des pleins pouvoirs à Philippe Pétain mais appelle à voter contre.
Dès le début de l’occupation de la Seconde Guerre mondiale, il devient résistant à l’appel de Jean-Baptiste Lebas. Il cofonde deux journaux clandestins (L’Homme Libre en 1940, devenu La IVe République en 1941 ; et Nord Matin le Journal de la Démocratie Socialiste en 1943).
Il échappe de justesse à une arrestation par la Gestapo, et il réussit à rejoindre Lyon en 1942.
En 1942 membre du comité politique de Libération-Sud, il devient, après l'arrestation d’Eugène Thomas, le responsable du réseau la France au combat.
En 1943, il préside le Comité départemental de Libération du Nord.
Le jour de la libération de Lille, entouré des Forces françaises de l'intérieur, il prend possession au nom de la République de l'Hôtel de la préfecture.
Il devient ministre des Postes et Télécommunications du gouvernement provisoire dirigé par le général de Gaulle (de septembre 1944 à juin 1945, date à laquelle il démissionne à la suite d'une opération chirurgicale).
Il sera député de la IVe République française jusqu'en 1951. Il est l'auteur de plusieurs textes, parmi lesquels deux rapports au nom de la Commission du travail en 1945 et 1946, dans lesquels il plaide pour que soient respectées la loi du 21 juin 1936 limitant à quarante heures par semaine la durée légale du travail. Il vote en faveur des nationalisations.
Dans le 3e gouvernement de Léon Blum, il est successivement Ministre d'État (16 au 23 décembre 1946), puis ministre de la France d'Outre-Mer (23 décembre 1946 au 22 janvier 1947) en remplacement de Marius Moutet.
Premier secrétaire de la fédération socialiste du Nord de 1945 à 1963, proche de Guy Mollet, il exerce une influence considérable dans les congrès de son parti. Entre 1951 et 1955, ses positions sont très proches de celles de Mollet.
Il renonce aux responsabilités nationales pour se consacrer à sa région. Il est président du conseil général de 1946 à 1967, remplacé par Albert Denvers.
Il devient maire de Lille en 1955. Il démissionne en 1973, considérant qu'il fallait laisser la place à la jeunesse, et il est remplacé par Pierre Mauroy, son adjoint. Il est le premier président de la communauté urbaine de Lille de 1969 à 1971 ; il est alors remplacé par Arthur Notebart.
Augustin Laurent, maire, donne la priorité au logement, assure la rénovation du quartier Lille-Saint-Sauveur, fait face aux besoins de toutes sortes, notamment scolaires, à la suite du baby-boom des années 1950-1960, développe l'assainissement de la ville. Lille est alors une des villes les plus jeunes en France.

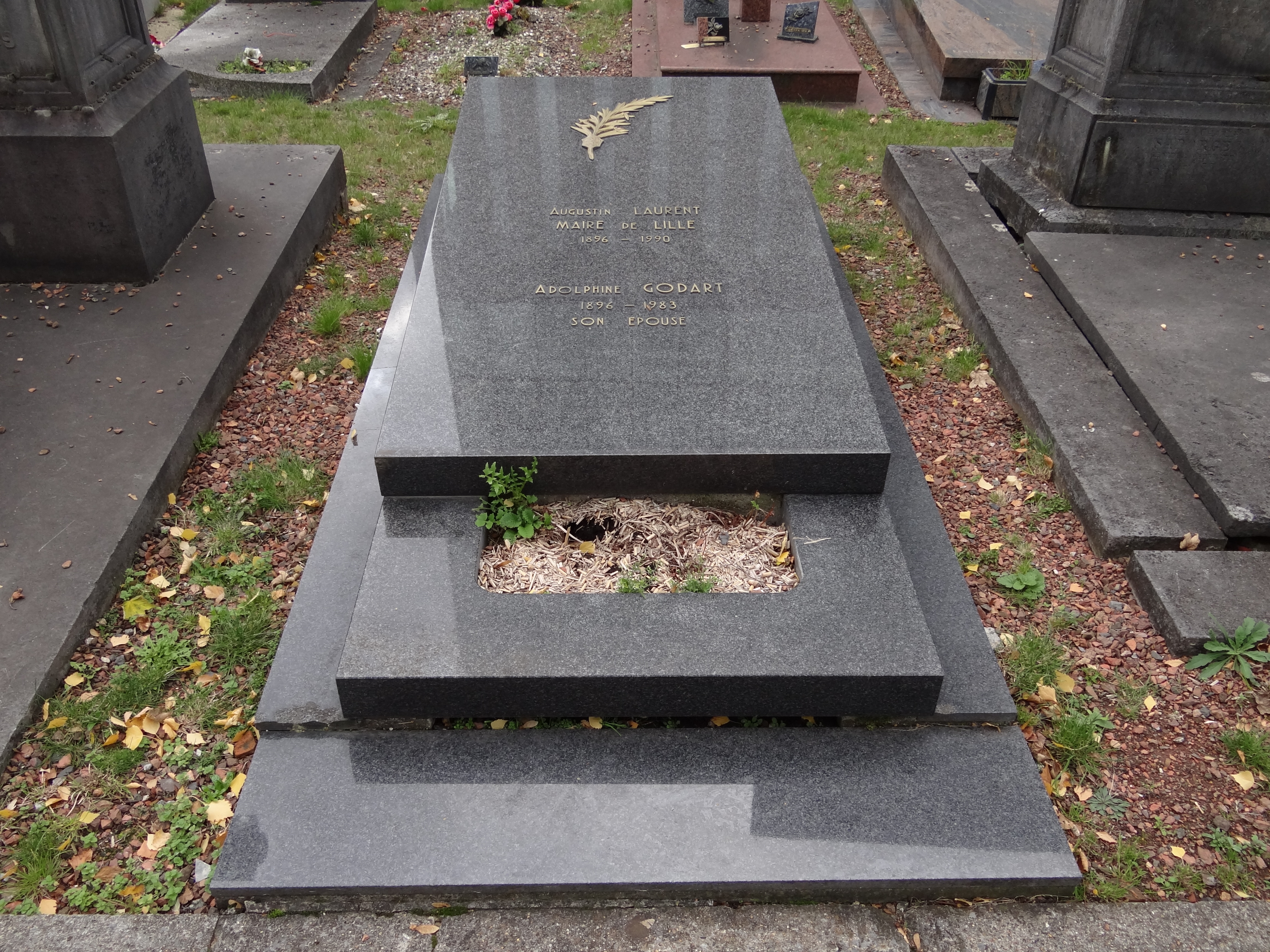
La tombe d'Augustin Laurent au cimetière de l'Est à Lille (Nord).

Il meurt le 1er octobre 1990 à Wasquehal, à l'âge de 94 ans.

## Sources et bibliographie
- Bernard Vanneste, Augustin Laurent ou Toute une vie pour le socialisme, 1983  (ISBN 2-903077-78-9)
- Jean-Marc Binot, Denis Levebvre, Pierre Serne, 100 ans, 100 socialistes, 2005  (ISBN 2-909634-94-9)
- « Augustin Laurent », dans le Dictionnaire des parlementaires français (1889-1940), sous la direction de Jean Jolly, PUF, 1960 [détail de l’édition]